# Táo na
Paliurus ramosissimus là một loài thực vật có hoa trong họ Táo. Loài này được (Lour.) Poir. mô tả khoa học đầu tiên năm 1816.

## Hình ảnh

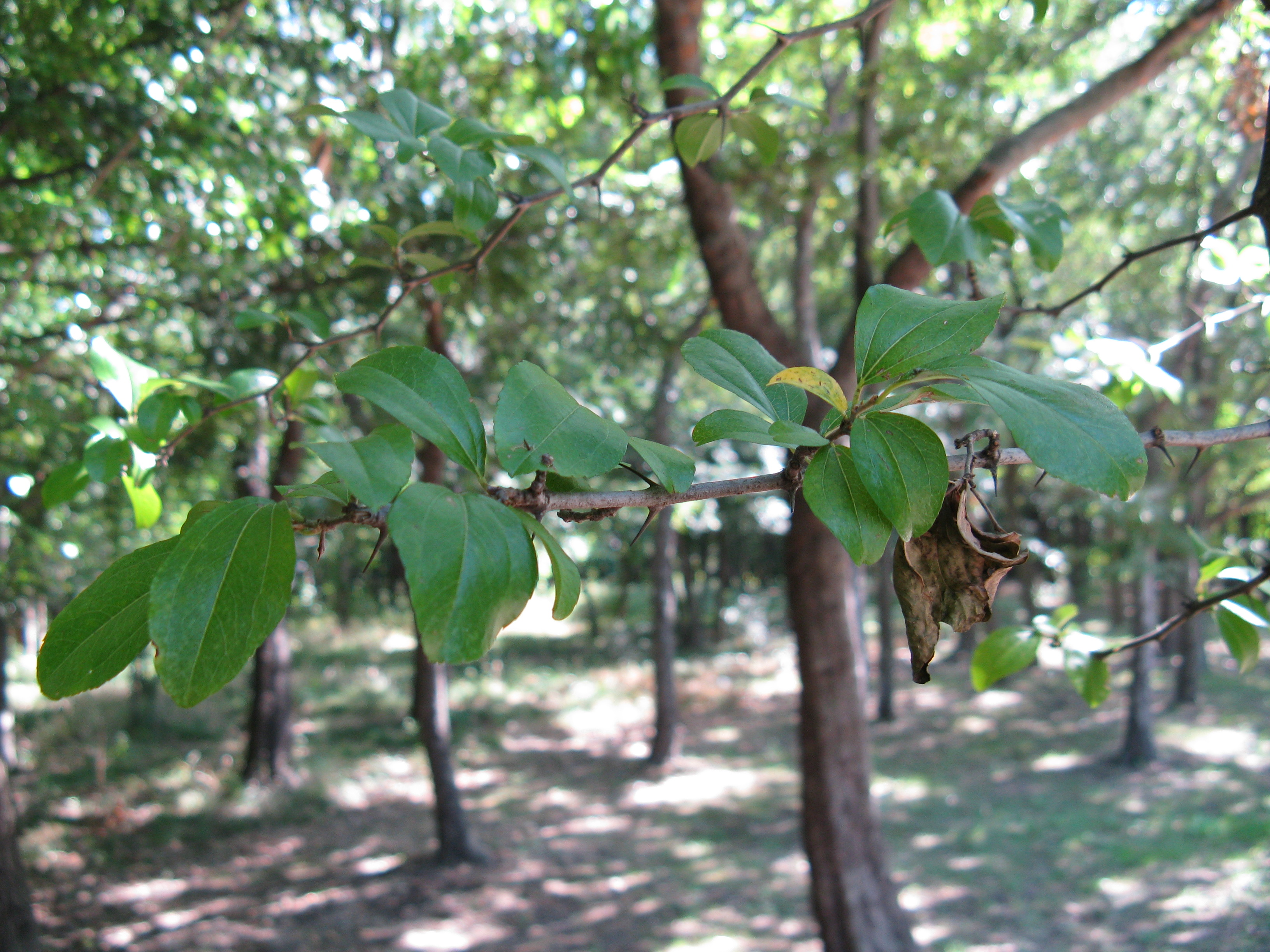
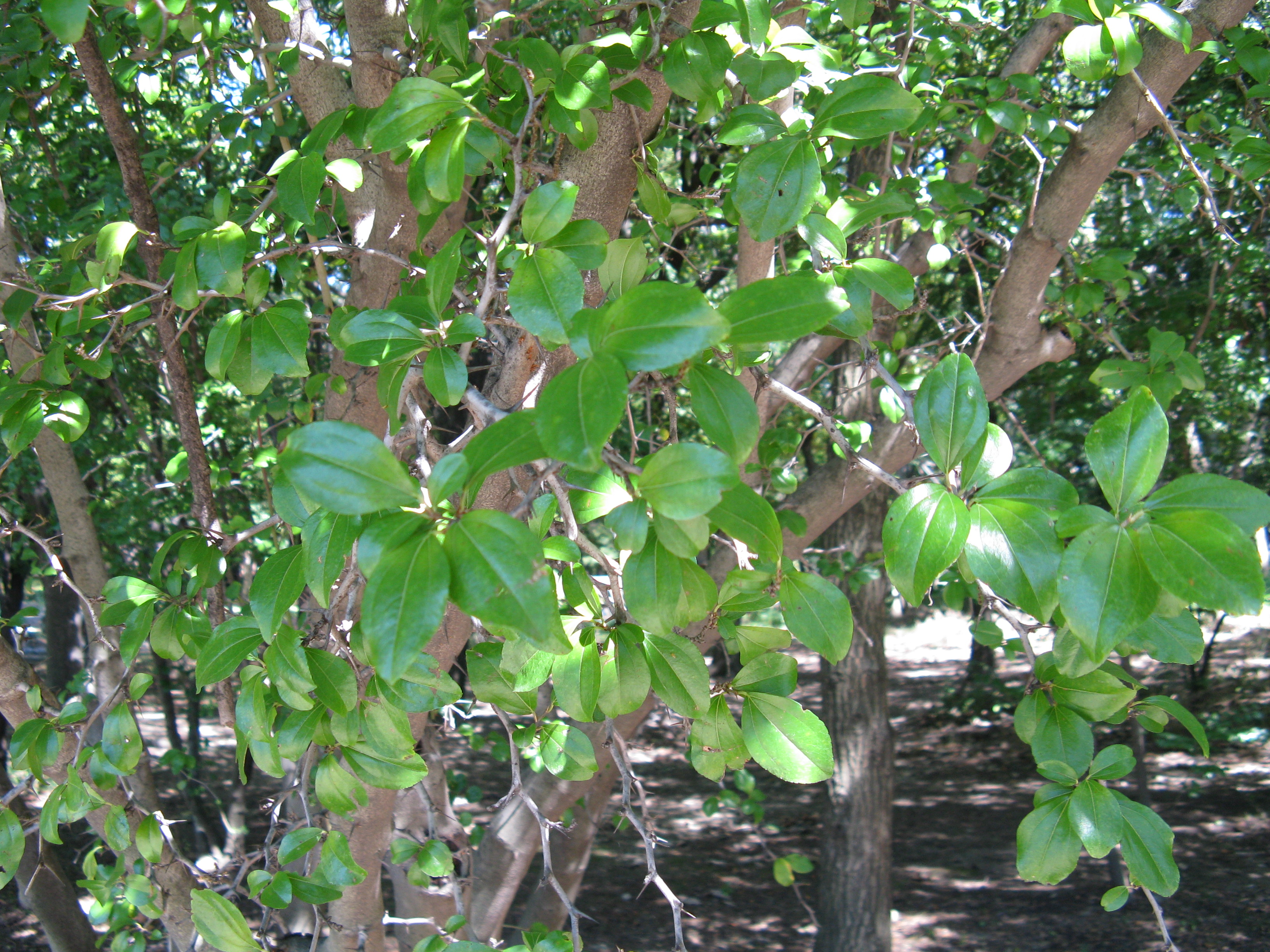
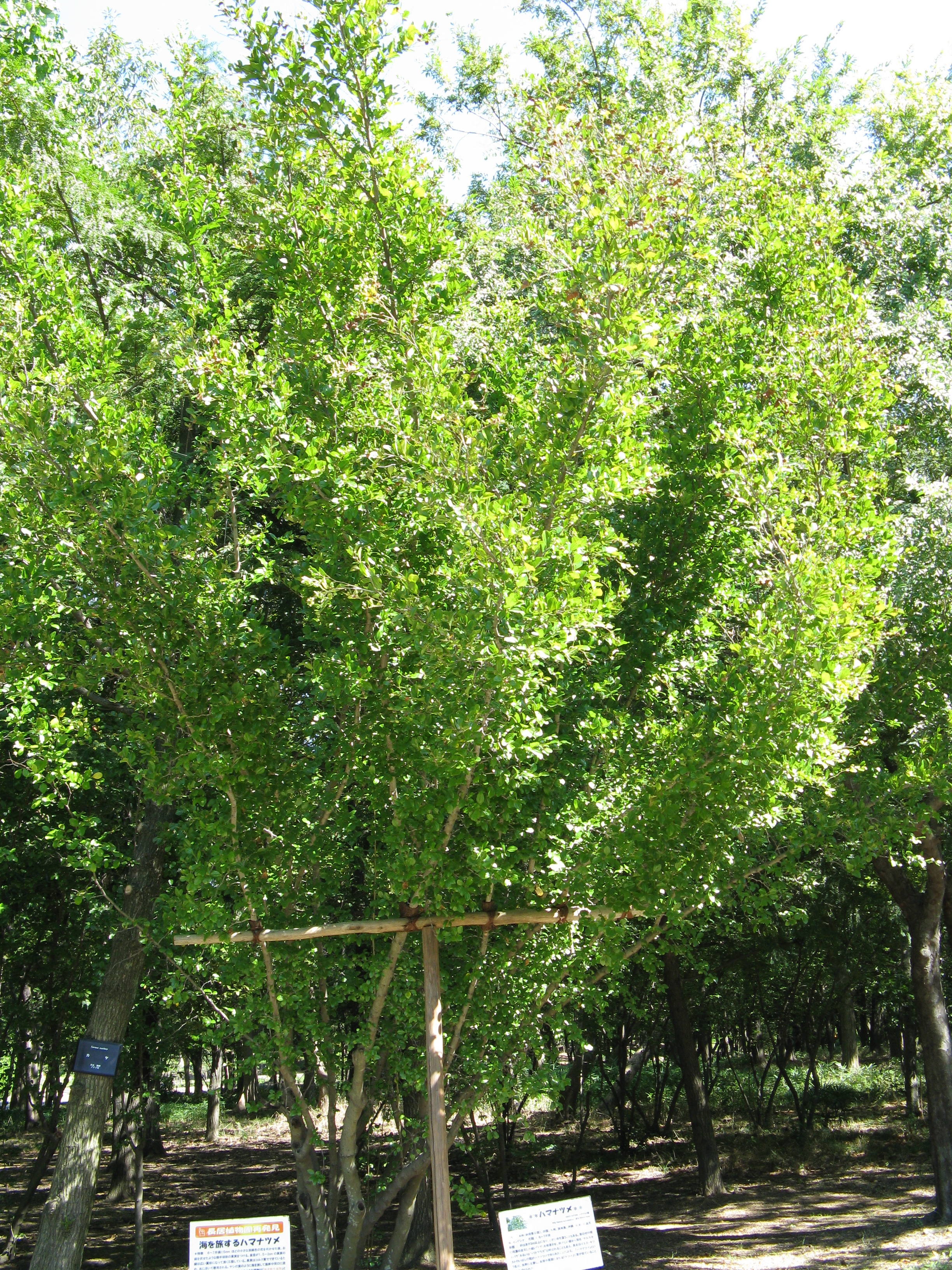